# پاسیاچ
پاسیاچ (به صربی: Pasjač) یک منطقهٔ مسکونی در صربستان است که در پیروت واقع شده‌است. پاسیاچ ۳۲ نفر جمعیت دارد.